# She's Lost Control
She's Lost Control is een nummer van de Britse new wave-groep Joy Division.
De tekst gaat over een vrouw met epilepsie, een ziekte waar zanger Ian Curtis zelf ook aan leed.
Het nummer staat op Joy Divisions debuutalbum Unknown Pleasures uit 1979. Een jaar later komt het, in een andere, meer elektronische versie, ook uit op 12"-single samen met het nummer Atmosphere. Nog later wordt She's Lost Control nummer ook opgenomen op de compilatiealbums Substance en Heart and Soul.
Ian Curtis · Peter Hook · Stephen Morris · Bernard Sumner